# Świątynia Słońca (komiks)
Świątynia Słońca – czternasty album komiksowy, który opowiada o przygodach młodego reportera Tintina i jego psa, Milusia. Autorem komiksu jest Hergé. Jest to kontynuacja tomu Siedem kryształowych kul.
Ten tom oraz Siedem kryształowych kul zostały połączone w film, który ukazał się w 1969 roku Tintin i świątynia Słońca. Na ich podstawie powstały także dwa odcinki serialu animowanego Przygody Tintina.

## Treść
Tintin i kapitan Baryłka przyjeżdżają do Peru, aby odnaleźć profesora Lakmusa, który został porwany za nałożenie na nadgarstek bransolety Rascara Capaca. Planują przeszukać statek Pachamac, na którym znajduje się Lakmus, dowiadują się jednak, że na pokładzie pojawiły się dwa przypadki dżumy gruczołowej i statek jest objęty kwarantanną. Dziennikarz w to nie wierzy i pod osłoną nocy wkrada się na pokład. Faktycznie znajduje Lakmusa, nie może jednak go uratować, zostaje bowiem nakryty przez Chiquito, który wyjaśnia, że profesor musi zginąć za popełnione przez siebie świętokradztwo. Reporter cudem ucieka ze statku, podczas gdy załoga otwiera ogień w jego stronę.
Tintin i kapitan (przy drobnym wsparciu ze strony Tajniaka i Jawniaka) obserwują porywaczy i wyruszają śladem Indian z plemienia Keczua, którzy porwali profesora. Prowadzi ich to do miasta Jaga, które położone jest w górach. Gdy jadą pociągiem, ich wagon zostaje odczepiony, ale obaj wychodzą z tego cało i docierają do swojego celu. W mieście jednak nikt nie wydaje się pamiętać Lakmusa; lokalna policja również nie wspiera poszukiwaczy.
Tintin spotyka młodego Indianina, Zorrino - sprzedawcę pomarańczy, nad którym znęca się dwójka białych - i ratuje go przed dręczycielami. Po tym zdarzeniu pewien Indianin daje mu medalion, który ma go chronić przed niebezpieczeństwem, przestrzega go również przed niebezpieczeństwem, jakie niesie ze sobą podróż. Zorrino proponuje dziennikarzowi, iż poprowadzi go do Świątyni Słońca, w której, jak twierdzi, przetrzymywany jest profesor. Świątynia znajduje się głęboko w Andach, a podróż jest długa i dużo się podczas niej dzieje - wyprawę napadają tubylcy, a kapitan Baryłka jest „terroryzowany” przez tutejszą przyrodę.
Gdy cała trójka przechodzi ponad wodospadem na linie, Tintin wpada do wody. Kapitan i Zorrino myślą, że zginął, okazuje się jednak, że nic mu nie jest, a co więcej - przypadkiem odnalazł za ścianą wody przejście do Świątyni.
W końcu docierają do celu - i natykają się na potomków Inków, którzy żyją w dzisiejszych czasach. Zostają natychmiast pojmani i wtrąceni do celi. Za popełnienie świętokradztwa przez zakłócenie ceremonii Europejczycy mają zostać zabici; młody Indianin natomiast, w karze za przyprowadzenie obcych do świątyni, ma zostać rytualnie zabity. Zorrino zostaje uratowany przed śmiercią przez Tintina, który przekazał mu dający immunitet medalion (Indianin, który mu go dał okazuje się wysokim kapłanem i wyjaśnia, iż zrobił to, bo reporter dał dowód swej odwagi, gdy uratował chłopca), ale reporter i kapitan zostają skazani na śmierć na stosie. Ich los ma dzielić Lakmus. Dana im zostaje łaska wyboru czasu egzekucji.
Tintin przypadkiem ze skrawków gazety dowiaduje się, że za niedługo nad Peru ma wystąpić całkowite zaćmienie słońca. Wybiera na godzinę śmierci czas zaćmienia, argumentując przy tym, że jest to data urodzin jego przyjaciela. Kapitan, nie wiedzący o planie, popada w desperację, podczas gdy reporter zachowuje stoicki spokój i powtarza, że będą wolni.
W dniu egzekucji przyjaciele spotykają wreszcie Lakmusa, który zostaje przywiązany razem z nimi do palów ofiarnych. Gdy stos ma zostać podpalony, rudzielec przemawia do Słońca, prosząc je, by zakryło swe oblicze, jeżeli nie chce tej ofiary. Słońce zaćmiewa się, a przerażeni Inkowie sądzą, że dziennikarz rozkazuje ich bogowi. Przywódca Inków uwalnia ich niemal natychmiast i opowiada o „świętym płynie”, którym jest wyciąg z koki. Został on użyty do hipnotyzowania członków ekspedycji, którzy naruszyli grób Rascara Capaca i popełnili w ten sposób świętokradztwo. Tintin przekonuje go, aby położył kres cierpieniom naukowców i po złożeniu przysięgi, iż nie wyjawi istnienia państwa Inków, powraca z kapitanem i profesorem do Europy. Przywódca Inków daje im w prezencie złoto i klejnoty, a Zorrino decyduje o pozostaniu z Inkami.

## Historia wydania
Świątynia Słońca to pierwsza z przygód Tintina, która została wydana w  nowym magazynie Tintin.
Oryginalna wersja zaczyna się, gdy Tintin idzie do Księżymłyna po wizycie w szpitalu, gdzie znajdują się naukowcy z wyprawy archeologicznej.
Aby historia miała w chwili wydania 62 strony, Hergé przerysował wiele scen.
Przerysowane lub usunięte sceny zawierały:
- Tintina, który idzie do Księżymłyna i jest tak zaintrygowany historią o chorobie naukowców, że nie zauważa deski i wpada do rzeki. (Następnie pokazane jest, jak Tintin i Baryłka wyruszają do portu i wsiadają na statek do Peru. W końcu ta scena została przeniesiona do tomu Siedem kryształowych kul.)
- Gdy Tintin spotyka Alcazara w porcie i Chiquito na statku, wszyscy trzej zachowują się, jakby spotkanie w music-hallu w Siedmiu kryształowych kulach. Te sceny zostały wydane w 1943 i Hergé mógł stwierdzić, że czytelnicy potrzebują czegoś więcej niż przypominajka.
- Gdy Tintin i Baryłka czekają na Zorrino koło mostu, spotykają oni Indianina (Huascara), który dał reporterowi medalion. Śmieje się z przekleństw Baryłki i mówi „Złość szkodzi zdrowiu, señor."
- W trakcie wędrówki po górach, Baryłka zauważa czaszki nabite na patyki. Przerażony Zorrino mówi, iż jest to dla niego ostrzeżenie przed karą, jaka ma go spotkać za poprowadzenie cudzoziemców do Świątyni Słońca.
- W trakcie przeprawy przez dżunglę, Tintin zabija jaguara, który się do nich zbliża, a Zorrino uderza węża kijem, gdy ten próbuje ugryźć Baryłkę.
- Baryłka dostrzega w jaskini za wodospadem złoto Inków, które wsadza sobie do kieszeni. Później jest zmuszony odłożyć złoto, aby przejść przez dziurę do grobowca Inków.

Pierwsza wersja komiksu została wydana w Belgii i Francji w 2003 roku.